# Typ 95 (czołg ciężki)
Typ 95 (Typ 2591) – japoński czołg ciężki skonstruowany w okresie międzywojennym, powstały tylko cztery egzemplarze.